# Dr. Jekyll and Mr. DJ
Dr. Jekyll and Mr. DJ je album Gabry Ponteho.

## Seznam písní
1. Figli Di Pitagora (featuring Little Tony)
2. Depends on You
3. Pump Up the Rhythm
4. La Danza Delle Streghe
5. La Bambolina (vs. DJ Maxwell)
6. You Will Believe
7. S Silva (featuring Eddy Wata)
8. Dottor Jekyll And Mister DJ (Roberto Molinaro Concept)
9. Make Love to You
10. Crazy
11. Radioattività (featuring Roberto Francesconi)
12. Rocksteady Beat